# Nguyễn
Nguyễn, někdy jen Nguyen, (vietnamská výslovnost [ŋʷjə̌ˀn]IPA) je nejčastější vietnamské příjmení. Podle odhadů má přibližně 40 % Vietnamců toto příjmení. Má stejný znak jako velmi časté čínské příjmení Ruan (阮, tj. hudební nástroj podobný loutně) a východní asijské kultury ho označují za stejné příjmení.

## Významní Nguyenové
- Nguyễn Sinh Cung (Ho Či Min)
- Nguyễn Văn Cao – autor vietnamské hymny
- Nguyễnská Dynastie – dynastie vládnoucí od roku 1802 do 1945 Vietnamu
- Lee Nguyễn – vietnamský fotbalista